# Limnephilus bloomfieldi
Limnephilus bloomfieldi là một loài Trichoptera trong họ Limnephilidae. Chúng phân bố ở miền Tân bắc.